# Stefania Jabłońska (lekkoatletka)
Stefania Jabłońska (ur. ?) – polska lekkoatletka, sprinterka.
Brązowa medalistka zimowych mistrzostw kraju w sztafecie wahadłowej 4 × 50 metrów (1947).